# La Libertad (Guerrero)
La Libertad es una localidad del estado mexicano de Guerrero. Es parte del municipio de Olinalá.

## Demografía
| Gráfica de evolución demográfica |
|                                  |

| Censo | Población |
| ----- | --------- |
| 1900  | 116       |
| 1910  | 320       |
| 1921  | 144       |
| 1930  | 169       |
| 1940  | 220       |
| 1950  | 279       |
| 1960  | 326       |
| 1970  | 432       |
| 1980  | 435       |
| 1990  | 546       |
| 2000  | 689       |
| 2010  | 874       |
| 2020  | 1 045     |